# Yuri!!! on Ice
Yuri!!! on Ice (japánul: ユーリ!!! on ICE) japán televíziós sport anime a műkorcsolyázásról és a két főszereplő elrejtett szerelméről . A sorozatot a MAPPA készítette, írta és rendezte Sayo Yamamoto, az  eredeti forgatókönyvet írta Mitsurou Kubo Jun Shishido vezetésével. A karaktereket Tadasi Hiramatsu készítette, a zenét Taro Umebayashi és Taku Matsushiba komponálta. A műkorcsolya darabokat Kenji Miyamoto koreografálta azokkal a mozdulatokkal, amelyeket ő maga is használt, ezek hangját rögzítette a valódi korcsolya hatás érdekében. A sorozat premierje 2016. október 6-án volt és december 22-én zárult le, összesen 12 epizóddal. A Yuri on Ice filmet, az Ice Adolescence-t, 2019-ben jelentették be de 2020-ra halasztották. A sorozat a japán műkorcsolyázó Kacuki Yűri kapcsolatai és élete körül forog; bálványa Viktor Nikiforov, az orosz származású ötszörös világbajnok és Yuri Plistesky, aki szintén orosz műkorcsolyázó.
A japán Yuri részt vesz a Grand Prixen, ahol vereséget szenved, mert lelkileg nem volt jól, mert épp akkor halt meg a kutyája. Ebből kifolyólag nem is evett, tehát fizikailag sem volt jól. Hazatérése után megpróbálja leutánozni Viktor szezonális darabját, ami felkerül az internetre, mert titokban levideózták és vírusként terjed. Viktorhoz is eljut a videó aki Hasetsuba utazik és felajánlkozik Yurinak mint edző.
A Yuri!!! on Ice-t japánban jól fogadták. Három díjat nyert a Tokyo Anime Award Festivalon, a Japán Karakter díjat, hét díjat Crunchyroll által alapított Anime Awards-on, és 2019-ben a weboldal szerkesztői csoportja beválasztotta a 2010-es évek 25 legjobb animéje közé. Japánban a sorozat hat részben jelent meg Blu-ray és DVD formában. Az anime népszerű volt a közösségi médiában is mint például a Tumblr vagy a Twitter, ahol több mint egy millió tweet született a sorozattal kapcsolatban. Ez felkeltette a műkorcsolyázók figyelmét, néhány korcsolyázó a sorozat zenéjére táncolt a 2018-as téli olimpián.
A Yuri!!! on Ice felvetette a vitát az azonos neműek kapcsolatának ábrázolásáról a főszereplők közt. Ezek közé tartozik például, amikor Viktor Yurival beszélget az állánál és a kezét fogva, vagy amikor Viktor Yurit fellökve megöleli, és megcsókolja őt egy darabja után.
A sorozatot dicsérték a szorongás ábrázolása miatt, és rövid vitát váltott ki egy hasonló műkorcsolya alapú címmel kapcsolatban, amelyet 2017-ben jelentettek be az Egyesült Államokban.